# کرکو (دهانه)
کرکو یک دهانه برخوردی در ماه‌ است.

## دهانه‌های اقماری
این دهانه ۳ دهانه اقماری دارد.
| Crocco | عرض جغرافیایی | طول جغرافیایی | قطر          |
| ------ | ------------- | ------------- | ------------ |
| R      | ۴۸.۳° S       | ۱۴۷.۵° E      | ۵۷.۰ کیلومتر |
| E      | ۴۶.۸° S       | ۱۵۲.۰° E      | ۱۷.۰ کیلومتر |
| G      | ۴۷.۸° S       | ۱۵۲.۳° E      | ۴۲.۰ کیلومتر |